# Jeff Wayne's Musical Version of The War of the Worlds
Jeff Wayne's Musical Version of The War of the Worlds is een muziekalbum uit 1978 gemaakt door de musicus Jeff Wayne samen met andere artiesten. Het is een conceptalbum, gebaseerd op het gelijknamige boek van H.G. Wells, en vertelt het verhaal uit dit boek begeleid door enkele muzikale nummers. Aanvankelijk werd het uitgegeven als dubbel-elpee, later als een dubbel-cd.In maart 2007 bracht Universal Pictures Benelux voor het eerst een DVD uit van dit album. In 2012 heeft Jeff Wayne de musical opnieuw bewerkt. Deze versie is verschenen als Jeff Wayne's Musical Version of The War of the Worlds "The New Generation". 

## Over het album
The War of the Worlds bevat Richard Burton als de verteller-protagonist, Justin Hayward (van The Moody Blues), Phil Lynott (van Thin Lizzy), Julie Covington (Don't cry for me Argentina), Chris Thompson (van Manfred Mann's Earth Band) en David Essex.
"Forever Autumn", "Thunder Child", en "The Spirit of Man" zijn enkele van de meest herkenbare individuele nummers van het album. "Forever Autumn", een nummer waar Justin Hayward de zang voor zijn rekening nam, belandde in het Verenigd Koninkrijk zelfs in de top 10. Veel van de teksten van de muzieknummers werden geschreven door Gary Osborne, voormalig tekstschrijver van Elton John.
Om de uitgave in 1978 te promoten werd een speciaal album verkocht aan radiostations. Speciale intro’s en eindes moesten worden toegevoegd aan enkele nummers omdat deze niet waren geschreven voor een radio-uitzending. Deze radioversie werd zo goed ontvangen dat CBS in 1981 besloot deze versie ook uit te brengen onder de titel Highlights from Jeff Wayne's Musical Version of The War of the Worlds.
De cover van het album werd getekend door Peter Goodfellow, Geoff Taylor en Michael Trim. De driepoot afgebeeld op de cover is een van de bekendste versies van dit Martiaanse voertuig.
Twee Spaanstalige versies van het album kwamen uit in 1978, waarvan een met Anthony Quinn in de rol van de verteller. Een Duitse versie kwam uit in 1980 met Curd Jürgens als de verteller.
Op maandag 30 oktober 1978 werd op de Nederlandse publieke radiozender Hilversum 1 een Nederlandstalige versie uitgezonden. Hierin waren de stemmen te horen van o.a. Jan van Veen als de verteller, Peter Koelewijn als de predikant, Willem Duyn als de soldaat en Patricia Paay als Beth. Dit betrof een eigen productie van Veronica, die nimmer op LP of CD is uitgebracht. Herhalingen werden door het publieke Veronica  uitgezonden op zondag 24 december 1978 op de nationale publieke popzender Hilversum 3, op woensdag 28 december 1988 op Radio 2 en op vrijdag 18 november 2005 op de commerciële radiozender Radio Veronica.
Het album diende als inspiratie voor het computerspel Jeff Wayne's The War of the Worlds, gemaakt door Rage Software. Dit spel bevatte de machineontwerpen en de muziek van het album.
Op 23 juni 2005 werd het originele album opnieuw uitgebracht in twee vormen: een geremasterde 2 disc-Hybrid Multichannel sacd-set; en een 7 disc-"Collector's Edition" met veel extra's zoals verschillende remixen van de nummers.

## Live tour
Een live tour gebaseerd op het album vond plaats in het Verenigd Koninkrijk en Ierland in april 2006.
In september 2007 was deze show ook in Australië en Nieuw-Zeeland te zien, waarna in december 2007 andermaal het Verenigd Koninkrijk werd aangedaan.
In juni en juli 2009 vond er een Europese tour plaats. Na opnieuw het Verenigd Koninkrijk en Ierland werd nu voor het eerst het Europese vasteland aangedaan. Op 30 juni, 1 juli en 2 juli werd de show drie keer opgevoerd voor een uitverkochte Heineken Music Hall. De tour werd op 3 juli 2009 besloten met een show in Oberhausen, Duitsland.
Op 24 en 25 november 2010 werd opnieuw Nederland aangedaan. De Heineken Music Hall was andermaal de locatie. Op 26 november 2010 heeft Jeff ook voor het eerst opgetreden in België in de Lotto Arena te Antwerpen. Onder andere Jason Donovan, Liz McClarnon en Justin Hayward traden tijdens de show op.
In 2012 en 2013 tourde men weer met de liveshow. Ditmaal in het Verenigd Koninkrijk, Nederland en Duitsland. Op woensdag 19 december 2012 was de show in Ahoy in Rotterdam te zien.
In november en december 2014 vond er een Final Arena Tour plaats. De optredens waren voornamelijk in het Verenigd Koninkrijk. Dinsdag 16 december 2014 werd de show echter weer in Nederland opgevoerd in een uitverkochte Heineken Music Hall. Jeff Wayne dirigeerde de show en onder andere Jason Donovan, Brian McFadden Shayne Ward en Carrie Hope Fletcher traden op.
Een nieuwe show zou in 2021 wederom Amsterdam aandoen, maar werd vanwege de Covid-19 pandemie eerst verplaatst naar 2022 en vervolgens geannuleerd. In het Verenigd Koninkrijk draait de musical sindsdien weer wel.
Op 22 april 2025 werd de show opgevoerd in Ahoy Rotterdam.

## Muzieknummers

### LP

#### A-zijde
1. The Eve of the War - 9:06
2. Horsell Common and the Heat Ray - 11:36

#### B-zijde
1. The Artilleryman and the Fighting Machine - 10:36
2. Forever Autumn - 7:43
3. Thunder Child - 6:10

#### C-zijde
1. The Red Weed (Part 1) - 5:55
2. Parson Nathaniel - 1:55
3. The Spirit of Man - 9:46
4. The Red Weed (Part 2) - 6:51

#### D-zijde
1. Brave New World - 12:13
2. Dead London - 8:37
3. Epilogue (Part 1) - 2:42
4. Epilogue (Part 2)(NASA) - 2:02

### CD
Op CD staan dezelfde nummers:

#### CD 1
1. The Eve of the War - 9:06
2. Horsell Common and the Heat Ray - 11:36
3. The Artilleryman and the Fighting Machine - 10:36
4. Forever Autumn - 7:43
5. Thunder Child - 6:10

#### CD 2
1. The Red Weed (Part 1) - 5:55
2. The Spirit of Man - 11:45 (de nummers Parson Nathaniel en The Spirit of Man zijn op de CD samengevoegd)
3. The Red Weed (Part 2) - 6:51
4. Brave New World - 12:13
5. Dead London - 8:37
6. Epilogue (Part 1) - 2:42
7. Epilogue (Part 2)(NASA) - 2:02

Op de uitgave van iTunes is de indeling iets anders:

#### iTunes CD 1
1. The Eve of the War - 9:09
2. Horsell Common and the Heat Ray - 11:35
3. The Artilleryman and the Fighting Machine - 10:36
4. Forever Autumn - 7:41
5. Thunder Child - 6:16

#### iTunes CD 2
1. The Red Weed (Part 1) - 5:55
2. The Spirit of Man - 11:37 (de nummers Parson Nathaniel en The Spirit of Man zijn samengevoegd)
3. The Red Weed (Part 2) - 5:24
4. The Artilleryman Returns - 1:27 (is op de "normale" CD een onderdeel van The Red Weed (Part 2))
5. Brave New World - 12:14
6. Dead London - 8:35
7. Epilogue (Part 1) - 2:30
8. Epilogue (Part 2)(NASA) - 1:50

## Andere artiesten
Naast Jeff Wayne hebben de volgende artiesten meegewerkt aan het album:
- Richard Burton – gesproken tekst (de verteller)
- David Essex – gesproken en gezongen tekst (de soldaat)
- Phil Lynott – gesproken en gezongen tekst (Parson Nathaniel)
- Julie Covington – zang (Beth)
- Justin Hayward – zang (de gedachten van de verteller "Forever Autumn")
- Chris Thompson – zang ("Thunder Child")
- Jerry Wayne – gesproken tekst ("Epilogue, Part 2")
- Ken Freeman – keyboard
- Chris Spedding – gitaar
- Jo Partridge – gitaar (The Heat Ray)
- George Fenton – santoor, citer, tar
- Herbie Flowers – basgitaar
- Barry Morgan – trommel
- Barry da Souza, Roy Jones, Ray Cooper – slaginstrumenten
- Paul Vigrass, Gary Osborne, Billy Lawrie – Achtergrondkoor